# Maxime Roy-Desruisseaux
 (juin 2010).
Si vous disposez d'ouvrages ou d'articles de référence ou si vous connaissez des sites web de qualité traitant du thème abordé ici, merci de compléter l'article en donnant les références utiles à sa vérifiabilité et en les liant à la section « Notes et références ».
Maxime Roy-Desruisseaux, plus connu sous le nom de Maxime Desruisseaux, né en avril 1987 à St-Apollinaire, est un réalisateur de films et un écrivain.

## Biographie
Avant d'être cinéaste, Maxime Desruisseaux mène une carrière en hockey junior, évoluant notamment à la position de gardien de but. Il est notamment coéquipier avec Sidney Crosby au sein de l'Océanic de Rimouski en 2005.
En 2013, il signe son premier long-métrage, Une histoire du nord. Ses deux films suivants, Harry, portrait d'un détective Privé et La guerre nuptiale, sont présentés au Festival de cinéma de la ville de Québec en 2016 et en 2022,.

## Filmographie
| Année | Titre                                | Réalisateur | Scénariste |
| ----- | ------------------------------------ | ----------- | ---------- |
| 2013  | Une histoire du nord                 | Oui         | Oui        |
| 2016  | Harry: Portrait d'un détective privé | Oui         | Oui        |
| 2022  | La guerre nuptiale                   | Oui         | Oui        |

## Œuvres littéraires
- Cette chère Humanité (Éditions de la Francophonie, 2004)
- Conquêtes (Éditions de la Francophonie, 2005)
- Petite Lune (Éditions de la Francophonie, 2006)
- Les alliés-nés (Éditions Arion, 2006)